# Perlbach (Wiesent)
Der Perlbach ist ein Bach in der Oberpfalz, der südlich von Wörth an der Donau von links in die Wiesent mündet.

## Geographie

### Verlauf
Der Bach hat seinen Ursprung im Falkensteiner Vorwald bei Niederroith in der Gemeinde Wiesenfelden. Der Oberlauf trägt bis zur Mündung eines namenlosen Bachs westlich von Weihern den Namen Gschwellbach. Der Perlbach und sein Oberlauf Gschwellbach durchfließen die Gemeinden Wiesenfelden, Rettenbach und Wörth a.d.Donau.
Der Perlbach fließt als Wildbach durch das Perlbachtal, einer älteren Bezeichnung nach auch Gschwelltal genannt, zunächst Richtung Südwesten und nimmt mehrere Rinnsale auf. Kurz vor Wörth durchfließt er das „Paradies“ mit dem 407 m hohen Jägerbuckel im Westen und dem 443 m hohen Gschwellberg im Osten. Am nördlichen Ortseingang der Stadt speist er das Waldbad, ein Naturbad, und teilt sich anschließend. Während der östliche Lauf des Bachs teils naturbelassen, teils in einem befestigten Bachbett, das vom Reichsarbeitsdienst 1933 bis 1935 ausgebaut wurde, die Stadt Richtung Süden durchfließt und beim Wörther Petersplatz die Staatsstraße 2146 unterquert, fließt der westliche Lauf, auch Mühl- oder Stadtbach bezeichnet, durch den Stadtkern um sich im Ortsteil Sand mit dem östlichen Lauf wieder zu vereinen. Bereits Ende des 19. Jahrhunderts bis in die 1960er Jahre wurde der westliche Mühl- oder Stadtbach in weiten Teilen unter der Oberfläche in ein künstliches Bachbett verlegt. Im Ortsteil Sand unterquert der östliche Teil kurz vor dem Zusammenfluss die Staatsstraße 2125, um anschließend wieder vereint die Bundesautobahn BAB 3 zu unterqueren, gut zwei Kilometer Richtung Süden weiter zu fließen und bei einer dreiecksförmigen Seefläche in die Wiesent zu münden.

### Zuflüsse und Seen
Hierarchische Liste der Zuflüsse und Seen, jeweils von der Quelle zur Mündung.
Auswahl.
- Gschwellbach, rechter Oberlauf von Nordosten
  - Höllbach, von links und Ostnordosten
- (Bach aus dem Dachsbau), linker Oberlauf von Ostsüdosten, 2,0 km und 1,6 km²
  - Durchfließt den Weiherner Weiher
- Heizerbachl (?), von rechts und Norden nahe Piehl, 4,0 km und 3,2 km²
  - Durchfließt die Heizerbachlweiher
- Prühlbach, von rechts und Norden, 3,8 km und 3,4 km²
- Marktseige, von links und Südosten

## Geschichte

### Namen
Historisch wurde auch der Mittellauf Schwellbach, Gschwellbach oder Gschwell genannt. Der Unterlauf wurde auch Osterbach genannt.

### Perlen
Der Name Perlbach geht zurück auf frühere Bestände der Flussperlmuschel zwischen Bierschneidermühle und der Stadt Wörth. Er war einer von vier Perlbächen im ehemaligen Rentamt Stadtamhof.

### Historische wirtschaftliche Bedeutung
Der Perlbach hatte über Jahrhunderte eine große wirtschaftliche Bedeutung für den damaligen Markt Woerth. So heißt es in einem Physikatsbericht um 1860: „Dieser Perlbach trieb die Gewerke in der Roth-, der Gschwöll- oder Sägmühl, der Lasermühl und dann der zwei Mühlen in Wörth“. Tatsächlich waren es nach heutigen Erkenntnissen acht Mühlen, drei Sägewerke und drei Triebwerke. Bis Ende des 15. Jahrhunderts gab es noch keine Mühlen oder Wege im Gschwelltal. Bis zu dieser Zeit wurde die „Gschwöll“, wie der Bach damals volkssprachlich hieß, zur Holzgewinnung angestaut. Die erste Mühle am Bachlauf wurde in Schmalzgrub erbaut, sie wurde bereits vor der vorigen Jahrhundertwende wieder abgetragen. Bis in die heutige Zeit haben sich Fotodokumente der Bierschneidermühle erhalten. 1976 wurde diese Einöde aus dem Ortsnamenverzeichnis gelöscht. Das Anwesen stand lange Zeit unbewohnt und war verfallen. Heute erinnern nur noch wenige Mauerreste daran. Weitere bekannte Mühlen in Wörth am Gschwellbach, wie er in Wörth immer noch genannt wird, waren die Hof- und Sandmühle. Die Hofmühle (ein Hoflieferant der Regensburger Fürstbischöfe auf Schloss Wörth) schloss als letzter Mühlenbetrieb am Gschwellbach im Jahr 1963, die Sandmühle ist die letzte bis heute vollständig erhaltene Mühle im Stadtgebiet, ihr Betrieb wurde 1956 eingestellt. Lange Zeit gab es vor der Hofmühle einen Wasserabzweig des Perlbachs zum „Bachweiher“. Hier wurde im Winter das Eis zur Bierkühlung der damaligen Wörther Brauerei Zierer gewonnen. Nach der Hofmühle floss der Bach in Richtung des früheren und 1926 endgültig eingefüllten Baderweihers und von dort zum ehemaligen Standort des Triebwerks „Zur Walch“ (steht für Treiben und Kneten), dass das Wasser zum Schloss Wörth hoch pumpte. Das Wasser des Perlbachs wurde überdies auch in einer Gerberei im Süden des damaligen Marktes genutzt.

## Umwelt
Durch die gute Wasserqualität ist er ein Salmonidengewässer und Heimat von verschiedenen Krebs- und Muschelarten. Im Paradies hat sich am Bach der Biber angesiedelt und ein  Biotop mit Feuchtwiesen geschaffen. Kurz vor der Mündung nutzt die kommunale Kläranlage des ZV Wörth (Ausbaugröße 7750) den Bach als Vorfluter.

## Wirtschaft
Außer dass er das Wasser für das Wörther Waldbad liefert, hat der Bach heute keine wirtschaftliche Bedeutung mehr für die Stadt Wörth.